# مارتن كارلسون (لاعب هوكي الجليد سويدي)
مارتن كارلسون (بالسويدية: Martin Karlsson)‏ هو لاعب هوكي الجليد سويدي، ولد في 5 يناير 1991 في فالون في السويد.

## وصلات خارجية
- مارتن كارلسون (لاعب هوكي الجليد سويدي) على موقع EliteProspects.com (الإنجليزية)
- مارتن كارلسون (لاعب هوكي الجليد سويدي) على موقع HockeyDB.com (الإنجليزية)